# Meconopsis sinuata
Meconopsis sinuata är en vallmoväxtart som beskrevs av David Prain. Meconopsis sinuata ingår i släktet bergvallmor, och familjen vallmoväxter. Inga underarter finns listade i Catalogue of Life.